# Zorka
Zorka – polski zespół muzyczny disco polo istniejący od 2003 roku.
Zespół Zorka został założony pod koniec 2003, a założycielem zespołu jest Jan Korniluk. Grają i śpiewają każdy rodzaj muzyki weselnej, z naciskiem na tradycyjną muzykę ukraińską, polską, białoruską i rosyjską.

## Dyskografia
- Twaje Woczy (2004)[3]
- Dawaj Dawaj (2004)[4]
- Gulaj Paka Gulajetsa
- Maja Zoraczka
- Największe Przeboje - The Best Of (2008)[5]
- Spoxik (2011)[6]
- Wam Tut Igrajet Zorka (2019)[7]